# Wiesław Fusek
Wiesław Fusek (ur. 27 kwietnia 1912 w Bieczu, zm. 3 września 2011 tamże) – polski farmaceuta, aptekarz w Bieczu i Gorlicach, artysta malarz i literat, żołnierz Samodzielnej Brygady Strzelców Karpackich, kawaler Orderu Virtuti Militari.

## Życiorys
Wiesław Fusek był wnukiem i synem bieckich aptekarzy: jego dziadek Wilhelm (1842–1914) był powstańcem styczniowym, ojciec Witold (1885–1941) etnografem amatorem, kolekcjonerem, działaczem patriotycznym i społecznym. Po ukończeniu w 1932 roku gimnazjum w Gorlicach, gdzie działał w harcerstwie, Wiesław Fusek rozpoczął studia farmaceutyczne na Uniwersytecie Poznańskim. Podobnie jak ojciec, był związany z polityką Obozu Narodowo-Radykalnego. Dyplom uzyskał w 1938 roku, po czym odbył służbę wojskową w Szkole Podchorążych Sanitarnych Rezerwy i 5. Okręgowym Szpitalu Wojskowym w Krakowie. Podczas wojny obronnej 1939 roku był przydzielony do apteki szpitala wojskowego. Ewakuowany na Węgry i internowany w Kisbodak, w lutym 1940 roku przedostał się do formującego się Wojska Polskiego we Francji.
W kwietniu 1940 roku został wysłany z transportem żołnierzy do Bejrutu, gdzie dołączył do powstającej Samodzielnej Brygady Strzelców Karpackich. W jej składzie, jako żołnierz służb sanitarnych, przeszedł szlak bojowy brygady, później 3. Dywizji Strzelców Karpackich. Brał między innymi udział w walkach o Tobruk, w Libii i Egipcie oraz kampanii włoskiej, od Monte Cassino do Bolonii. Swoje przeżycia opisał w książce Przez piaski pustyń. Z dziennika żołnierza Brygady Karpackiej. We Włoszech ożenił się z Delią Bornaccini.
Zdemobilizowany w stopniu porucznika, powrócił z żoną do Polski w 1947 roku. Objął aptekę w Bieczu, należącą przed wojną do ojca. Po jej upaństwowieniu w 1951 roku został kierownikiem apteki we Frysztaku, a następnie w Gorlicach, gdzie pracował do przejścia na emeryturę. Był malarzem-akwarelistą, działaczem społecznym i regionalistą silnie związanym z Bieczem i Gorlicami, Honorowym Obywatelem Ziemi Gorlickiej oraz Honorowym Członkiem Towarzystwa Miłośników Biecza.
W stanie spoczynku został awansowany do stopnia podpułkownika.
Zmarł 3 września 2011 roku w Bieczu i został pochowany na miejscowym cmentarzu parafialnym.

## Odznaczenia
Był odznaczony między innymi Krzyżem Złotym Orderu Virtuti Militari (przez rząd londyński), Srebrnym Krzyżem Zasługi z Mieczami.
- medal „Za udział w wojnie obronnej 1939”;
- włoski Croce al merito di guerra;
- brytyjski Africa Star, Italy Star, Defence Medal, War Medal 1939–1945.